# 10 дни неплатени
„10 дни неплатени“ е български игрален филм (драма) от 1972 година на режисьора Януш Вазов, по сценарий на Тодор Монов. Оператор е Радослав Спасов. Музиката във филма е композирана от Георги Генков.

## Сюжет
Млад специалист, работещ по разпределение, взема десет дни неплатен отпуск, за да посрещне майка си, която му идва на гости. Около нейното посещение младежът изживява няколко вълнуващи епизода с приятели и с непознати. Запознава се с Ани. В бунта си срещу консуматорския морал на заобикалящите я, тя търси истината там, където никога не е съществувала – в шумните компании, заведенията, алкохола. Дълъг ще бъде пътят на двамата млади един към друг, но тези десет дни се оказват съдбоносни за Иван.

## Състав

### Актьорски състав
| Роля                                 | Изпълнител                                        |
| ------------------------------------ | ------------------------------------------------- |
| Добрева, майката на Иван             | Заслужил артист: Елена Стефанова                  |
| Ани Радева                           | Маргарита Чудинова                                |
| инженер Иван Добрев (Ванчо)          | Младен Младенов                                   |
| Витанов, директорът на завода        | Заслужил артист: Нейчо Попов                      |
| майката на Ани                       | Цветана Островска                                 |
| Радев, бащата на Ани                 | Георги Стоянов                                    |
| приятелката на Ани                   | Маргарита Пехливанова                             |
| Атанасова, секретарката на директора | Меглена Караламбова (като Миглена Караламбова)    |
| Капитанов, колега на Иван            | Тодор Колев (като Тодор Адамов)                   |
| мъжът от плажа                       | Вълчо Камарашев                                   |
| приятел на Иван                      | Марин Младенов                                    |
| танцуващ в заведението               | Михаил Кирков (не е посочен в надписите на филма) |
| приятел на Иван                      | Юрий Ангелов (като Юрий Асенов)                   |

### Творчески и технически екип
| Режисьор           | Януш Вазов                                                                                      |
| Сценарий           | Тодор Монов                                                                                     |
| Оператор           | Радослав Спасов                                                                                 |
| Художник Костюми   | Виолета Йовчева                                                                                 |
| Музика             | Георги Генков                                                                                   |
| Звук               | Мишо Мандил                                                                                     |
| Редактор           | Михаил Кирков                                                                                   |
| Монтаж             | Сашка Попова                                                                                    |
| Втори режисьор     | Виолета Лазарова                                                                                |
| Втори художник     | Асен Гицов                                                                                      |
| Асистент-режисьори | Радост Рачева Мария Минкова                                                                     |
| Асистент-оператори | Светослав Мечкуевски Константин Занков Пламен Сомов                                             |
| Грим               | Нина Воденичарова                                                                               |
| Фотограф           | Донка Йолова                                                                                    |
| Организатори       | Благовест Динчев Станислав Попов                                                                |
| Директор           | Мария Гамова                                                                                    |
| Производство       | Българска кинематография Студия за игрални филми Творчески колектив „Средец“ /Copyright © 1972/ |